# Mezranobia vannatum
Mezranobia vannatum är en spindeldjursart som beskrevs av Athias-Henriot 1961. Mezranobia vannatum ingår i släktet Mezranobia och familjen Tetranychidae. Inga underarter finns listade i Catalogue of Life.